# Saker Music Company
A Saker Music Company (rövidítve: Saker Music) egy magyar zeneműkiadó, amelyet 2016. január 23-án, Szegeden alapított Simon Áron harsonaművész. A kiadó 2018. szeptember 1-jén kezdte meg tényleges tevékenységét online, nyomtatott és letölthető kották forgalmazásával.
A kiadó elsődlegesen rézfúvós kamarazenék kiadására fókuszál, megkülönböztetett figyelemmel az átiratokra, feldolgozásokra és a hangszerelésekre. A kezdeti időszakban az alapító, Simon Áron munkái álltak a középpontban, majd a kiadó több külföldi zeneszerzővel és hangszerelővel kötött szerződést. Többek közt Steven Franklin, Igor Martínez, Francois Bogaert, Dave Deason és Wágner Csaba csatlakozott a szerzők névsorához.

## Történet
A Saker Music Company-t Simon Áron azzal a céllal alapította, hogy minőségi rézfúvós kamarazenéket és egyedi hangszereléseket mutasson be a zenei közönség számára. A kiadó kezdetben az alapító átirataira és hangszereléseire összpontosított, amelyek gyorsan elismerést arattak a rézfúvós zene körében. Az elsődleges tevékenység 2018-ban indult el, online és nyomtatott kották formájában történő forgalmazással.
2022-ben a kiadó megújult, új arculattal és stratégiával folytatta tevékenységét, nagyobb hangsúlyt helyezve a nemzetközi kapcsolatokra és a modern zenei igények kiszolgálására.

## Tevékenységi kör
A kiadó fő profilja a rézfúvós kamarazenék kiadása, ám egyéb fúvószenei kamarafelállásokra, továbbá szimfonikus zenekarra is megjelentettek műveket. Ezeken kívül etüdiskolákat is kiadnak különböző hangszerekre (trombita, gitár), amelyek a zenei készségek fejlesztését szolgálják. Katalógusában helyet kaptak klasszikus darabok és filmzenék átiratai, kortárs zeneszerzők művei, valamint egyéb innovatív hangszerelések is. A kiadó kottáit világszerte használják profi együttesek, zenei egyetemek és amatőr kamaracsoportok egyaránt. Kottáikat a világ 35 országából rendelték eddig, a fő vásárlói kör az Egyesült Államokban, Németországban és Japánban található. 

## Kapcsolódó projektek
A Saker Music számos együttműködést és projektet indított el a rézfúvós zene támogatása érdekében, ideértve workshopokat, zenei fesztiválokat és oktatási kezdeményezéseket.

## Külső hivatkozások
- Saker Music Company a Facebookon
- A Saker Music Company az Instagramon
- A Saker Music Company linkedin oldala
- A Saker Music Company oldala